# Le Malentendu
Pour les articles homonymes, voir Malentendu.
Pour un article plus général, voir Philosophie d'Albert Camus.
Le Malentendu est une pièce de théâtre en trois actes écrite par Albert Camus, elle fait partie du cycle de l'absurde. Sa première représentation date du 24 juin 1944, au théâtre des Mathurins, dans une mise en scène de Marcel Herrand.

## Résumé
L'acte I, scène 1, s'ouvre de la manière suivante :
Midi. La salle commune de l'auberge. Elle est propre et claire. Tout y est net.
Jan, jeune homme à qui la vie a réussi, riche et amoureux, décide de renouer le lien avec sa famille, qu'il a quittée des années auparavant. C'est ainsi qu'il retourne dans son village natal et plus précisément dans l'auberge tenue par sa mère et sa sœur. Ne sachant comment les informer de sa vraie identité, Jan séjourne dans l'auberge, attendant une occasion propice à sa déclaration. Maria, sa femme, tente de dissuader son mari et se justifie par ses inquiétudes et l'absurdité du comportement de Jan ; celui-ci d'ailleurs ne l'écoutera pas. Cependant, même si les inquiétudes de Maria sont infondées, elles ne sont pas moins justes. En effet, la mère et sa fille Martha ont pris l'habitude de tuer pendant leur sommeil les voyageurs qui séjournent auprès d'elles et de les voler afin d'obtenir les moyens pour fuir cette région grise et trouver des terres plus ensoleillées. Jan, ne dévoilant pas son identité, souffrira du malentendu et sera victime du stratagème devenu mécanique.

## Thèmes développés
- Amour et manque d'amour constituent un thème central de la pièce. Qu'il s'agisse de l'amour filial, dont manque la mère, ou de l'amour dans le couple, dont débordent Jan et Maria, et dont Martha n'a jamais connu le frisson, ce sentiment fort est continuellement présent dans le discours. L'amour maternel défaillant se trouve également traduit par le suicide de la mère lorsqu'elle comprend qu'elle vient de tuer son fils, laissant ainsi sa fille seule.
- Cette solitude doublée du sentiment d'abandon constituent la base de ce malentendu, et se trouvent perpétués au fil des événements tragiques.
- Malentendu et incompréhension, hésitation à s'expliquer ou impossibilité de réagir face au crime… Ces difficultés sont à l'origine de tout le drame de la pièce - Jan ne sachant trouver les mots pour annoncer son retour à l’auberge. Elles perdureront tout au long de la pièce, les échanges devant se limiter aux conventions[1] imposées par une définition de rôles erronée du fait du malentendu, une relation d'hôte à aubergiste que Jan peine malgré tout à modifier afin de se faire connaître de sa famille. Ces difficultés trouvent leur illustration finale avec l'apparente apathie de Martha lorsqu'elle comprend qu'elle a tué son frère.
- Le voyage se trouve en toile de fond, les unes le rêvant, n'ayant jamais quitté leur contrée natale, les autres le vivant, tentant maladroitement d'apporter ce bonheur dans l'auberge triste et morne.
- La puissance divine à l'extrême fin de la pièce: Maria qui appelle Dieu est interrompue par le domestique qui entre dans la pièce. Elle lui demande de l'aide et il répond : « Non ! ». Ainsi le domestique est assimilé à la puissance divine et la fin montre qu'il n'aide pas. On pourrait rapprocher cela de l'existentialisme qu'approuvait Jean-Paul Sartre. Cependant, Camus a dit lui-même qu'il ne l'était pas.

## Autour de la pièce

### Distribution
Les personnages lors de la première représentation :
- Maria Casarès : Martha
- Hélène Vercors : Maria
- Marie Kalff : La mère
- Marcel Herrand : Jan
- Paul Œttly : le vieux domestique

### Parallèle
Dans son roman L'Étranger, Camus évoque une histoire similaire.
« Entre ma paillasse et la planche du lit, j'avais trouvé, en effet, un vieux morceau de journal presque collé à l'étoffe, jauni et transparent. Il relatait un fait divers dont le début manquait, mais qui avait dû se passer en Tchécoslovaquie. Un homme était parti d'un village tchèque pour faire fortune. Au bout de vingt-cinq ans, riche, il était revenu avec une femme et un enfant. Sa mère tenait un hôtel avec sa sœur dans son village natal. Pour les surprendre, il avait laissé sa femme et son enfant dans un autre établissement, était allé chez sa mère qui ne l'avait pas reconnu quand il était entré. Par plaisanterie, il avait eu l'idée de prendre une chambre. Il avait montré son argent. Dans la nuit, sa mère et sa sœur l'avaient assassiné à coups de marteau pour le voler et avaient jeté son corps dans la rivière. Le matin, la femme était venue, avait révélé sans le savoir l'identité du voyageur. La mère s'était pendue. La sœur s'était jetée dans un puits. J'ai dû lire cette histoire des milliers de fois. D'un côté, elle était invraisemblable. D'un autre, elle était naturelle. De toute façon, je trouvais que le voyageur l'avait un peu mérité et qu'il ne faut jamais jouer. » Deuxième partie, chapitre II

## Extraits
« Tu sais bien que ce n'était pas difficile et qu'il suffisait de parler. Dans ces cas-là, on dit : « C'est moi », et tout rentre dans l'ordre. [...] Il aurait suffi d'un mot. »

— (Maria à Jan. I, 3)

« - Rien ne vous empêche de prendre le langage des clients.
- Quel est ce langage ?
- La plupart nous parlaient de tout, de leurs voyages ou de politique, sauf de nous-mêmes. C'est ce que nous demandons. Il est même arrivé que certains nous aient parlé de leur propre vie et de ce qu'ils étaient. Cela était dans l'ordre. Après tout, parmi les devoirs pour lesquels nous sommes payées, entre celui d'écouter. Mais, bien entendu, le prix de la pension ne peut pas comprendre l'obligation pour l'hôtelier de répondre aux questions. »

— (Martha à Jan. I, 5)

« Pardonnez-moi, mais puisque, en somme, nous venons de laisser nos conventions, je puis bien vous le dire : il me semble que, pour la première fois, vous venez de me tenir un langage humain. »

— (Jan à Martha. II,1)

« Tout ce que la vie peut donner à un homme lui a été donné. Il a quitté ce pays. Il a connu d'autres espaces, la mer, des êtres libres. Moi, je suis restée ici. Je suis restée, petite et sombre, dans l'ennui, enfoncée au cœur du continent et j'ai grandi dans l'épaisseur des terres. Personne n'a embrassé ma bouche et même vous, n'avez vu mon corps sans vêtements. Mère, je vous le jure, cela doit se payer. Et sous le vain prétexte qu'un homme est mort, vous ne pouvez vous dérober au moment où j'allais recevoir ce qui m'est dû. Comprenez donc que, pour un homme qui a vécu, la mort est une petite affaire. Nous pouvons oublier mon frère et votre fils. Ce qui lui est arrivé est sans importance : il n'avait plus rien à connaître. Mais moi, vous me frustrez de tout et vous m'ôtez ce dont il a joui. Faut-il donc qu'il m'enlève l'amour de ma mère et qu'il vous emmène pour toujours dans sa rivière glacée ? »

— (Martha à la mère. III,1)